# Regio III degli scavi archeologici di Pompei
Nella lista seguono i monumenti presenti nella Regio III degli scavi archeologici di Pompei.

## Insula 1
| Pos. | Foto | Nome                                    | Descrizione | Note |
| ---- | ---- | --------------------------------------- | --- | ---- |
| 1    |      | Bottega                                 | - |      |
| 2    |      | Bottega                                 | - |      |
| 3    |      | Casa di Pacuvius                        | È una casa quasi del tutto interrata, di cui è visibile solo l'ingresso: sul pilastro di sinistra è una scritta che fa chiaramente riferimento a Pacuvio, mentre su dell'intonaco andato perduto era raffigurata un'ancora rossa, probabilmente in riferimento all'attività del proprietario, un commerciante marittimo. |      |
| 4    |      | Bottega                                 | - |      |
| 5    |      | Bottega                                 | - |      |
| 6    |      | Casa con taberna di Predicius Cornelius | Probabilmente utilizzata anche come bottega, è quasi interamente interrata: in parte danneggiata da una bomba sganciata durante la seconda guerra mondiale, è così chiamata per un graffito ritrovato sul pilastro destro d'ingresso.                                                                                    |      |

## Insula 2
| Pos. | Foto | Nome                       | Descrizione | Note |
| ---- | ---- | -------------------------- | --- | ---- |
| 1    | -    | Casa di Trebius Valens     | Appare con la facciata segnata da numerose pubblicità politiche e di spettacoli che si svolgevano all'anfiteatro, in parte poi distrutta dai bombardamenti del 1943. Caratteristico è il peristilio con una parete decorate a scacchi policromi, mentre nel resto dell'abitazione ricorrono pitture sia in secondo che, soprattutto, in terzo stile; presente il giardino con triclinio estivo |      |
| 2    | -    | Bottega di Sotericus       | - |      |
| 3    | -    | Casa con bottega di Lutati | - |      |

## Insula 3
| Pos. | Foto | Nome                              | Descrizione | Note |
| ---- | ---- | --------------------------------- | --- | ---- |
| 1    | -    | Taberna di Tigillus               | - |      |
| 2    | -    | Officinae tegetariae di Graphicus | - |      |
| 3    | -    | Identificazione incerta           | - |      |
| 4    | -    | Bottega di Graphicus              | - |      |
| 5    | -    | Bottega di Graphicus              | - |      |
| 6    | -    | Schola Armaturarum                | Costruita nell'ultimo periodo di vita della città, era un edificio utilizzato come palestra per gladiatori: presentava particolari decorazioni in stile militare; l'intero edificio è crollato il 6 novembre 2010. |      |
| 7    | -    | Casa senza nome                   | - |      |

## Insula 4
| Pos. | Foto | Nome                               | Descrizione | Note |
| ---- | ---- | ---------------------------------- | --- | ---- |
| 1    | -    | Taberna vasaria di Zosimus         | - |      |
| 2    | -    | Casa di C. Arrius Crescens         | - |      |
| 3    | -    | Casa del Moralista                 | Appartenente a T. Arrius Polites e M. Epidius Hymenæu è data dall'unione di due case e possiede un atrio che dava accesso al piano superiore, il quale si affacciava sul giardino; il triclinio possedeva tre letti ed un mensa. Nel novembre 2011, parte del muro perimetrale è stato interessato da un crollo |      |
| A    | -    | Ingresso secondario (III.4.1.)     | - |      |
| B    | -    | Casa di Pinarius Cerialis e Cassia | Era di proprietà di un gemmarius, ossia di un intagliatore di pietre e gemme: al suo interno infatti sono state ritrovate centosedici tra gemme, pastiglie vitree e cammei. Di buona fattura le pitture all'interno di un cubicolo, raffigurante scene di teatro.                                               |      |
| C    | -    | Casa senza nome                    | - |      |
| D    | -    | Bottega                            | - |      |
| E    | -    | Casa senza nome                    | - |      |
| F    | -    | Casa senza nome                    | - |      |

## Insula 5
| Pos. | Foto | Nome                               | Descrizione | Note |
| ---- | ---- | ---------------------------------- | --- | ---- |
| 1    | -    | Casa con bottega di Pascius Hermes | - |      |
| 2    | -    | Casa di Loreio                     | È stata parzialmente scavata tra il 1917 ed il 1919: è visibile esclusivamente la facciata, con ingresso centrato tra due colonne e sulla parte sinistra una piccola finestra; lungo tutta la facciata si scorge quella che probabilmente è la base di una balconata. |      |
| 3    | -    | Bottega                            | - |      |
| 4    | -    | Casa senza nome                    | - |      |
| 5    | -    | Taberna di Crotonensis             | - |      |

## Insula 6
| Pos. | Foto | Nome               | Descrizione | Note |
| ---- | ---- | ------------------ | --- | ---- |
| 1    | -    | Caupona Pherusae   | - |      |
| 2    | -    | Casa di M. Satrius | È stata scavata solo in parte nel 1935 e leggermente rovinata da una bomba sganciata durante la seconda guerra: questo provocò però la perdita di un'epigrafe. Nella casa rimangono tracce di intonaco ed un graffito coperto, inneggiante a Nerone. |      |
| 3    | -    | Bottega            | - |      |
| 4    | -    | Casa di M. Satrius | - |      |
| 5    | -    | Bottega            | - |      |
| 6    | -    | Caupona            | - |      |

## Insula 7
| Pos. | Foto | Nome                        | Descrizione | Note |
| ---- | ---- | --------------------------- | --- | ---- |
| 1    | -    | Casa di Popidius Metellicus | È stata scavata nel 1936 e nuovamente interrata: si osservano solo i resti dei muri perimetrali e dell'ingresso. |      |
| 2    | -    | Casa di Popidius Metellicus | - |      |
| 3    | -    | Bottega                     | - |      |
| 4    | -    | Stalla                      | - |      |
| 5    | -    | Identificazione incerta     | - |      |
| 6    | -    | Bottega                     | - |      |
| 7    | -    | Vigneto                     | - |      |

## Insula 8
| Pos. | Foto | Nome                         | Descrizione | Note |
| ---- | ---- | ---------------------------- | --- | ---- |
| 1    | -    | Bottega                      | - |      |
| 2    | -    | Casa di Vescinus             | È stata esplorata tra 1843 ed il 1845 e poi nuovamente nel 1905, per essere in seguito interrata: si nota l'ingresso, realizzato con grossi blocchi e parte della facciata su cui probabilmente era una scritta elettorale.                                                       |      |
| 3    | -    | Bottega                      | - |      |
| 4    | -    | Casa di Lucius e Animula     | Chiamata anche Casa di Perseo Bambino fu scavata tra il 1838 ed il 1905 ed è solo parzialmente visibile: sulla facciata sono stati ritrovati diversi affreschi come tre satiri nudi, un uomo che raccoglie vino ed un altro che porta uva, oltre a diverse iscrizioni elettorali. |      |
| 5    | -    | Ingresso per piano superiore | - |      |
| 6    | -    | Casa di Faustinus            | Era una casa-bottega, perlustrata nel 1844: ne risulta scavata solo una parte con pochissimi residui di stucco; sulla sua facciata probabilmente erano presenti iscrizioni elettorali.                                                                                            |      |
| 7    | -    | Casa di Pelorus              | Esplorata nel 1884 e poi tra il 1903 ed il 1905, è in parte ancora interrata: si nota l'ingresso che conduceva all'atrio ed una piccola finestra sulla facciata, dov'era presente anche una scritta elettorale.                                                                   |      |
| 8    | -    | Caupona di Astylus           | - |      |

## Insula 9
| Pos. | Foto | Nome            | Descrizione | Note |
| ---- | ---- | --------------- | ----------- | ---- |
| 1    | -    | Bottega         | -           |      |
| 2    | -    | Casa senza nome | -           |      |
| 3    | -    | Casa senza nome | -           |      |
| 4    | -    | Bottega         | -           |      |
| 5    | -    | Bottega         | -           |      |
| 6    | -    | Bottega         | -           |      |

## Insula 10
| Pos. | Foto | Nome                         | Descrizione | Note |
| ---- | ---- | ---------------------------- | ----------- | ---- |
| 1    | -    | Hospitium                    | -           |      |
| 2    | -    | Bottega                      | -           |      |
| 3    | -    | Casa senza nome              | -           |      |
| 4    | -    | Ingresso per piano superiore | -           |      |
| 5    | -    | Casa con bottega             | -           |      |
| 6    | -    | Thermopolium                 | -           |      |

## Insula 11
| Pos. | Foto | Nome                    | Descrizione | Note |
| ---- | ---- | ----------------------- | ----------- | ---- |
| 1    | -    | Caupona                 | -           |      |
| 2    | -    | Casa senza nome         | -           |      |
| 3    | -    | Bottega                 | -           |      |
| 4    | -    | Bottega                 | -           |      |
| 5    | -    | Caupona                 | -           |      |
| 6    | -    | Identificazione incerta | -           |      |
| 7    | -    | Identificazione incerta | -           |      |
| A    | -    | Identificazione incerta | -           |      |

## Insula 12
| Pos. | Foto | Nome                    | Descrizione | Note |
| ---- | ---- | ----------------------- | ----------- | ---- |
| A    | -    | Identificazione incerta | -           |      |
| B    | -    | Identificazione incerta | -           |      |